# قانون شوكلي

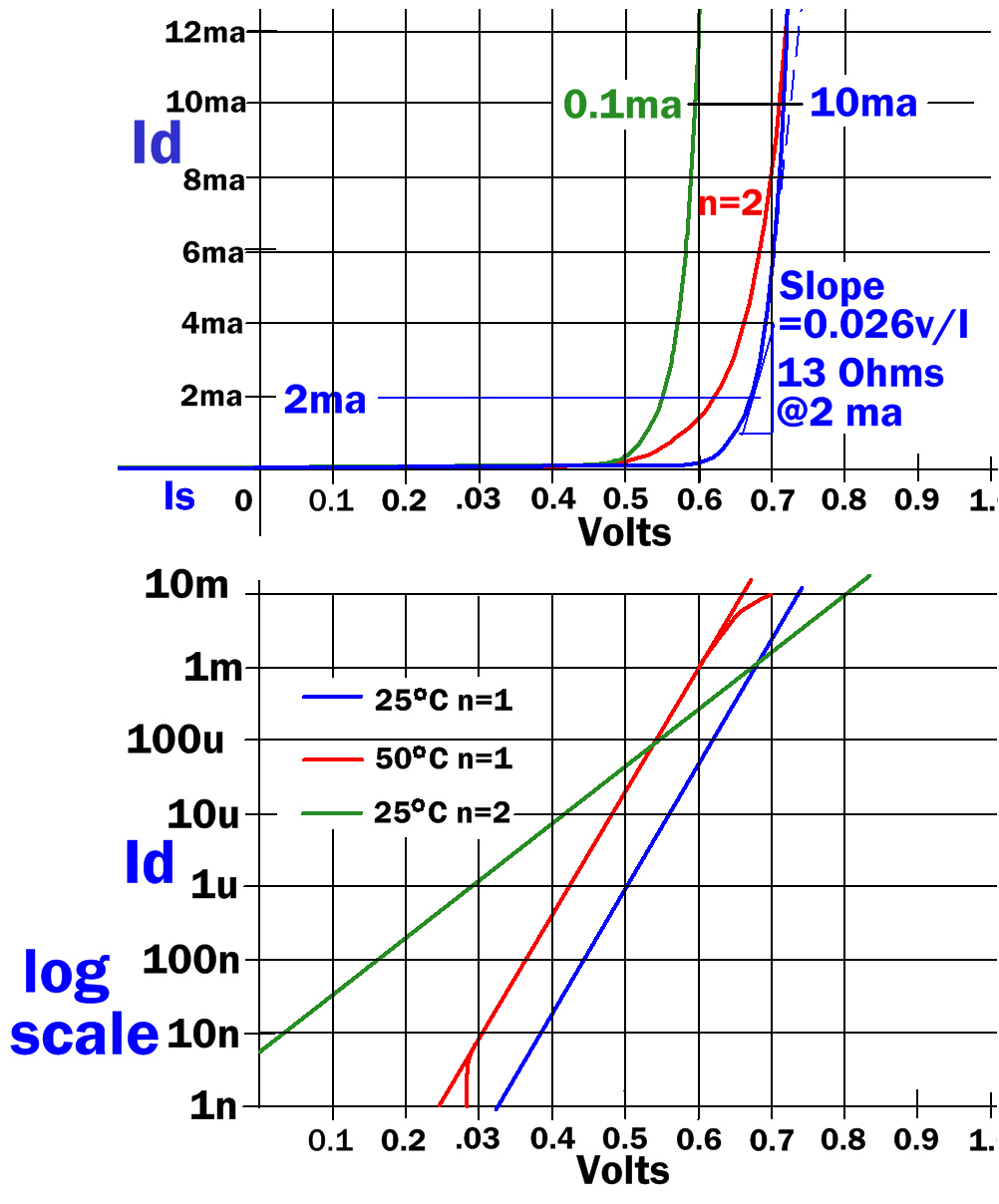

معادلة شوكلي ديود أو  قانون الصمام الثنائي أو قانون شوكلي هي النموذج الرياضي الأكثر استخدامًا لدراسة الصمام الثنائي. تمت تسمية المعادلة على اسم ويليام برادفورد شوكلي (بالإنجليزية William Bradford Shockley)، وتقارب سلوك الصمام الثنائي في معظم التطبيقات.
المعادلة التي تربط شدة التيار وفرق الجهد في هذا الجهاز هي:
{\displaystyle I_{\text{D}}=I_{\mathrm {S} }\left(T\right)\left(e^{\frac {V_{\text{D}}}{nV_{\text{T}}}}-1\right)}
حيث:
ID هو شدة التيار المتدفق عبر الصمام الثنائي.
I S هو تيار التشبع المعتمد على درجة حرارة الوصلة
({\displaystyle I_{\text{S}}(T)\approx {10^{-12}\dots 10^{-6}\;\mathrm {A} }}) .
VD هو فرق الجهد عند أطرافه.
n هو عامل المثالية، والمعروف أيضًا باسم عامل الجودة أو في بعض الأحيان معامل الانبعاث، والذي يعتمد على عملية تصنيع الصمام الثنائي والذي يأخذ عادةً قيمًا بين 1 (للجرمانيوم) و 2 (للسيليكون).
VT هو الجهد الحراري
{\displaystyle V_{\text{T}}={\frac {k_{\mathrm {B} }\cdot T}{q}}\approx 25\;\mathrm {mV} } 
عند 20 درجة مئوية.
T هي درجة حرارة الوصلة المطلقة
kB هو ثابت بولتزمان
 q هي الشحنة الأولية للإلكترون.